# ماليزيون
الماليزيون (بالملايوية: Orang Malaysia) هم أؤلئك الأشخاص اللذين يتم تعريفهم بأنهم مواطنو ماليزيا. رغم أن أغلب الماليزيين هم مواطنون في ماليزيا، إلا أنه هناك من يعرف نفسه على أنه ماليزي ولكن لا يحمل الجنسية الماليزية مثل أؤلئك المقيمين في ماليزيا من غير حملة الجنسية الماليزية والماليزيين في أقاليم ما وراء البحار.
ماليزيا وطن لشعب متعدد الأصول الدينية والعرقية والجنسية. ولذلك يوجد العديد من الماليزيين اللذين عرقياً هم ليسوا ماليزيين، ولكن يعرفون أنفسهم ماليزيين من خلال جنسيتهم لأن مواطنتهم وولائهم هو لدولة ماليزيا. على الرغم من هذا التنوع الكبير، إلا أن أغلب الشعب الماليزي ينتمي إلى مجموعات عرقية محددة مثل: المالاي، الأورانغ أسلي (السكان الأصليون)، صينيو ماليزيا (اغلبهم من مجموعة الهان)، هنود ماليزيا (أغلبهم من الشعب التاميلي). غالبية سكان ماليزيا غير المالاي وغير السكان الأصليين جاءوا عبر الهجرة في حقب الاستعمار الأوروبي لماليزيا عبر خمسة قرون وحتى الآن.

## التعداد السكاني
في عام 2010، شكّل الماليزيون ما نسبته 0.4% من تعداد سكان الأرض، حيث اعتمدوا على التنمية الاجتماعية والهجرة في ازديد تعدادهم السكاني. حوالي 30% من الماليزيين الحاليين هم مهاجرين أو أبناء مهاجرين، وحوالي 20% من المقيمين في ماليزيا في العقد الأول من الألفية الحالية لم يكونوا مولودين على تراب ماليزي. بحسب تقديرات، بحلول عام 2031 سيكون حوالي نصف الماليزيين، اللذين أكبر من عمر 15 سنة، إمّا مولودون خارج مالزيا أو أعلى الأقل أحد والديهما أجنبي غير ماليزي. البوميفوترا، بحسب المسح السكاني الماليزي لعام 2010، بلغ عددهم 17,523,508 ما يعادل 61,85% من مجموع السكان.

### المواطنة
منذ الاستقلال، 688,766 شخصاً تم منحه الجنسية الماليزية بينما 10,828 شخصاً سحبت منهم ماليزيا جنسيتها.

### الشتات
يعيش في الشتات الماليزي 1,730,152 ماليزي في عام 2019، بحسب إدارة الأمم المتحدة للشؤون الاقتصادية والاجتماعية. ماليزيا لا تقوم بإحصاءات خاصة بعدد المهاجرين منها، وبذلك فإن تعداد الماليزيين في الشتات هو نتاج مجموع إحصاءات الدول التي يهاجر إليها الماليزيون. الشتات الماليزي يضم كل أحفاد المهاجرين الأوائل من ماليزيا وأيضاً المهاجرين حديثاً من ماليزيا. الماليزيون في الإقليم الأسترالي جزيرة كريسماس يمثلون غالبية السكان، بينما في سنغافروة فهم يمثلون الأقلية الأكبر فيها.

### المجموعات العرقية
الجدول التالي يوضح المجموعات العرقية التي تشكل الأغلبية في التقسيمات الجغرافية لماليزيا: 
| شبه جزيرة المالايو | صباح وَ لابوان                                        | ساراواك                                                        |
| ------------------ | ---------------------------------------------------- | -------------------------------------------------------------- |
| بوميفوترا المالايو | بوميفوترا المالايو كاداسان دوسون شعب الباجاو الموروت | بوميفوترا المالايو شعب الإيبان البدايو الأورانج أولو الميلاناو |

## الثقافة

### اللغة
يوجد في ماليزيا متحدثو 137 لغة حيّة حتى الآن، 41 من تلك اللغات توجد في ماليزيا شبه الجزيرة. الماليزية، أو الماليزية الموحدة، هي اللغة الرسمية للبلاد، بينما تعتبر اللغة الإنجليزية لغة عالم الأعمال في ماليزيا. البوميفوترا يتحدثون لغات متنوعة من عائلة اللغات الأسترونيزية واللغات الأستروآسيوية إلى جانب عائلات لغوية أصغر مثل التاي-كاداي واللغات المولَّدة.  صينيو ماليزيا يتحدثون لهجات صينية متنوعة من محافظات الصين الجنوبية أشهرها: الكانتونية، المندرينية، الهوكيين، لغة الهاكا، لهجة التيو تشيو. اللغة التاميلية هي المنتشرة بين هنود ماليزيا، ولكن أيضاً يوجد منهم من يتحدث لغات هندية أقل انتشاراً مثل: اللغة التيلوغية، اللغة الماليالامية، واللغة البنجابية.

### الدين
الدستور الماليزي يضمن حرية الديانة ولكنّه يقر بالإسلام ديناً رسمياً لماليزيا. بحسب إحصاء عام 2010، فإن الديانة والقومية ترابطتا بشكل وثيق. الجدول التالي يوضح التركيبة الدينية للماليزيين: 
| الدين                                           | النسبة من الماليزيين |
| ----------------------------------------------- | -------------------- |
| الإسلام                                         | 61.3%                |
| البوذية                                         | 19.8%                |
| المسيحية                                        | 9.2%                 |
| الهندوسية                                       | 6.3%                 |
| أخرى: مثل الكنفوشية، الطاوية وديانات صينية أخرى | 1.3%                 |
| لادينية                                         | 0.7%                 |
| أديان أخرى أو لم يجب                            | 1.4%                 |